# مارك هاسكينز
مارك هاسكينز (بالإنجليزية: Mark Haskins)‏ هو مصارع محترف بريطاني، ولد في 25 يونيو 1988 في Faringdon ‏ في المملكة المتحدة.

## وصلات خارجية
- مارك هاسكينز على موقع WrestlingData.com (الإنجليزية)
- مارك هاسكينز على موقع CageMatch worker (الإنجليزية)
- مارك هاسكينز على موقع قاعدة بيانات المصارعة على الإنترنت (الإنجليزية)
- مارك هاسكينز على موقع عالم المصارعة على الإنترنت (الإنجليزية)

- الموقع الرسمي